# Cour Saint-Éloi
Cour Saint-Éloi är en gata i Quartier de Picpus i Paris tolfte arrondissement. Gatan är uppkallad efter kyrkan Saint-Éloi. Cour Saint-Éloi börjar vid Rue de Reuilly 39 och slutar vid Boulevard Diderot 134.

## Omgivningar
- Saint-Éloi
- Chapelle de la Fondation Eugène Napoléon
- Impasse Baronnet
- Impasse Mousset
- Cour d'Alsace-Lorraine
- Square Saint-Éloi
- Square Saint-Charles
- Passage du Génie
- Rue Claude-Tillier

## Bilder
| - Cour Saint-Éloi. - Gatuskylt. - Église Saint-Éloi. |

## Kommunikationer
- Tunnelbana – linjerna   – Reuilly – Diderot
- Busshållplats Reuilly – Diderot – Paris bussnät

### Webbkällor
- ”Cour Saint-Éloi”. Mairie de Paris. https://web.archive.org/web/20150910034340/http://www.v2asp.paris.fr/commun/v2asp/v2/nomenclature_voies/Voieactu/8816.nom.htm. Läst 13 december 2023.
- ”Cour Saint-Éloi (12ème arrondissement)”. Les rues de Paris. https://web.archive.org/web/20160409060522/http://www.parisrues.com/rues12/paris-12-cour-saint-eloi.html. Läst 13 december 2023.